# Tamagodon
Il Tamagodon (玉子丼?) è un piatto tipico della cucina giapponese, è una delle forme più famose di donburi.

## Preparazione
Si prepara un uovo strapazzato e della salsa dolce, si versa il tutto in una ciotola di riso caldo.